# Vete Manung
Vete Manung, auch als Goat Island oder Île de la Chèvre bekannt, ist eine kleine felsige Insel in der Provinz Tafea des Inselstaats Vanuatu im Pazifischen Ozean.
Die Insel liegt etwa sechs Kilometer vor der Nordostküste von Erromango und ist unbewohnt.